# Gabriel Cualladó
Gabriel Cualladó (Masanasa, 1925 - Madrid, 30 de mayo de 2003) fue un fotógrafo español que formó parte del Grupo Afal y del movimiento de renovación de la fotografía en España en la segunda mitad del siglo XX.

## Biografía
Nació en Masanasa en la provincia de Valencia donde estuvo viviendo durante su infancia. De adolescente iba a clases a una academia nocturna ya que durante el día hacía las labores del campo, en 1941 viajó a Madrid para trabajar en el negocio de su tío Alfonso: una empresa de transportes, la cual llegó a dirigir en 1949.
Realizó sus primeras fotografías a su primer hijo junto a sus amigos con una cámara "Capta". Desde allí se inició su interés por la fotografía y realizó un aprendizaje autodidacta para el que se asesoraba con revistas como "Popular Photography", "Camera","Vogue","Aperture" o "Arte Fotográfico". En 1955 se compró una cámara Retina, pero pronto la cambió por una Rolleiflex.
En 1956 entró en la Real Sociedad Fotográfica y un año después en el Grupo Afal.
En 1957 organizó en la Sala de la librería Abril, la que podría ser la primera exposición de la renovación fotográfica, con otros autores como Paco Gómez, Rafael Romero y José Aguilar.
En 1958 conoce a los fotógrafos Cantero, Gómez, Vielba, Masats y Ontañón. Con ellos formó parte del grupo La Palangana y posteriormente conformaron la denominada Escuela de Madrid.
Un año más tarde la revista norteamericana Popular Photography lo premió y posteriormente se expuso su obra en países como Francia e Italia.
En 1980 formó parte del grupo de fotógrafos españoles seleccionados por la revista Nueva Lente para participar en los Encuentros de Arlés. La obra que mostró fue un reportaje sobre el Rastro de Madrid.
En 1985 el Museo de Bellas Artes de Bilbao y  el Museo Español de Arte Contemporáneo MEAC (antecesor del MNCARS) organizaron exposiciones individuales antológicas de su obra, que marcarían su consagración como gran fotógrafo español de la mitad de siglo XX. 
En 1989 el IVAM organizó una nueva exposición de su obra. En 1992 recibió el premio ICI de fotografía Europea organizado por el National Media Museum (Bradford, UK) En 1994 recibió el Premio Nacional de Fotografía de España ( la primera vez que se otorgó) consolidando así su consagración.
Falleció en 2003, dejando un legado duradero, y en algunas de sus imágenes un reflejo de una Europa de posguerra conmovedora ya desaparecida. A lo largo del nuevo siglo se realizaron varias exposiciones tanto monográficas como colectivas para rendir homenaje a su obra.

## Premios
Entre los premios que ha recibido se encuentran:
- En 1984 es galardonado en el Salón del Retrato de la Biblioteca Nacional de Francia.
- En 1961 obtiene el trofeo "Luis Navarro" de fotografía de la vanguardia.
- En 1962 se le otorgó la medalla de oro en la exposición del Museo Fodor de Ámsterdam.
- En 1992 Obtiene el premio ICI de fotografía Europea organizado por el National Media Museum .
- La Diputación de Valencia le concede el Premio Alfons Roig en 2002.
- En 1994 obtuvo el Premio Nacional de Fotografía del Ministerio de Cultura.
- En 1998 se le otorga la Medalla de Oro del Círculo de Bellas Artes de Madrid.

## Exposiciones
Ha realizado numerosas exposiciones entre las que se pueden destacar:
- Salón del Retrato, Biblioteca Nacional de Francia, París, Francia, 1961.
- El Rastro, Real Sociedad Fotográfica, Madrid, España, 1981.
- Visor Centre Fotografic, Valencia, España, 1982.[4]
- Contemporary Spanish Photographers, Universidad de Ohio, Estados Unidos, 1983.
- La Photographie Creative, Pavillon des Arts, París, Francia, 1984.
- Museo Español de Arte Contemporáneo, Madrid, España, 1985.
- Instituto Valenciano de Arte Moderno (IVAM), España, 1989.
- Homenaje póstumo en el Instituto Valenciano de Arte Moderno (IVAM), España, 2003.[5]
- pHEspaña 2005 sala ASTROC copatrocinado por el IVAM .
- "Fenómeno Fotolibro" con obras de Henri Cartier-Bresson, Manuel Álvarez Bravo y Gabriel Cuallado patrocinado por el CCCB y Foto Colectania Barcelona 2017.
- "Cualladó Esencial" Madrid Sala Canal de la Comunidad de Madrid 2018.
- "Una aproximación a AFAL, donación Autric Tamayo" MNCARS Madrid 2018.
- Cualladó Essencial" La Pedrera Barcelona 2019.
- "Inseparables Cuallado, Gómez" Patio Herreriano, Ayuntamiento de Valladolid, Valladolid 2019.
- "Gent y llocs, Gabriel Cualladó en la colección del IVAM" Centro Cultural La Nau 2019